# Halisaurus

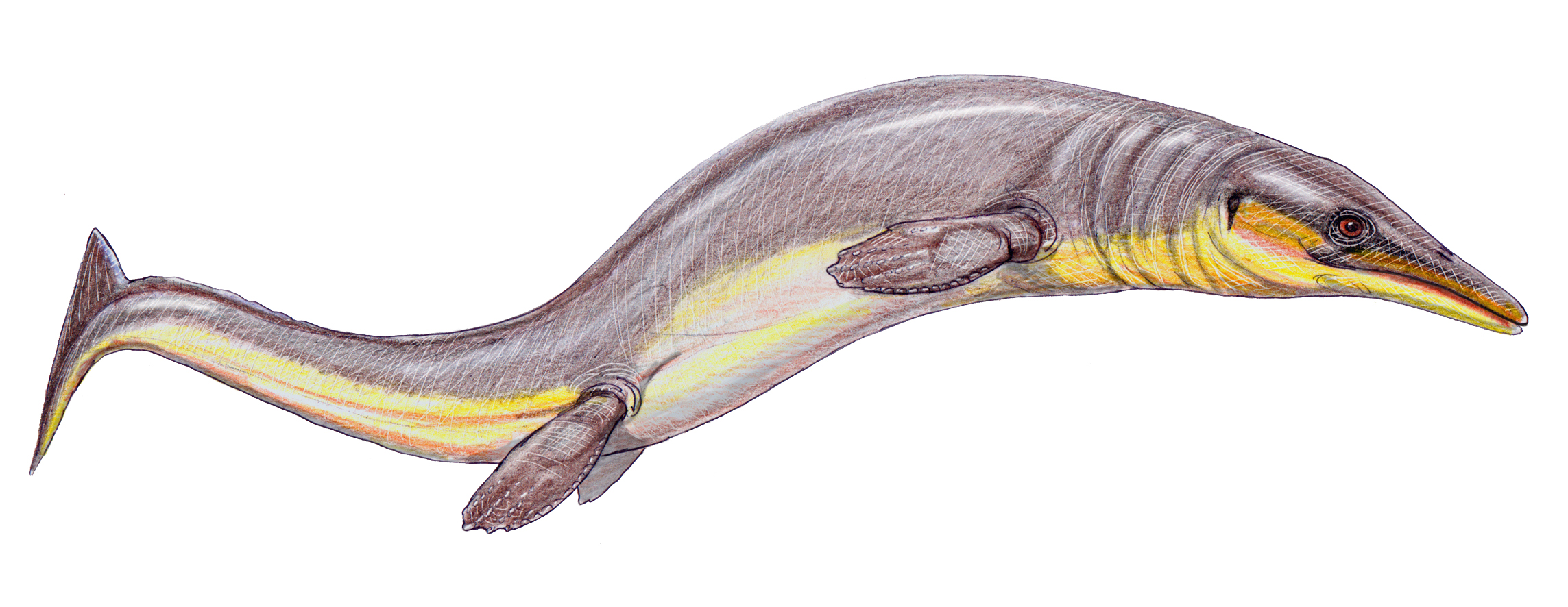
Реконструкція H. arambourgi

Halisaurus — вимерлий рід морських рептилій, що належить до родини мозазаврів. Голотип, що складається з кутастого та базисного фрагменту, виявлений поблизу Горнерстауна, штат Нью-Джерсі, вже виявив відносно унікальну комбінацію ознак і спонукав до опису нового роду. Його назвав Отніель Чарльз Марш у 1869 році й означає «океанська ящірка». У 1870 році Марш перейменував її в Baptosaurus, оскільки він вважав, що назва вже була зайнята рибою Halosaurus. Згідно з сучасними правилами, різниці в букві достатньо, а замінна назва непотрібна, що робить «Baptosaurus» молодшим синонімом.
Після його опису було виявлено більш повні останки в родовищах скам’янілостей по всьому світу, особливо повні останки знайдені в Марокко та США. Рід залишається ключовим таксоном у систематиці мозазаврів завдяки своєму унікальному набору ознак і як найбільш повний представник своєї підродини Halisaurinae.
Маючи довжину 3–4 метри, галізавр був порівняно невеликим за мірками мозазавра. Попри те, що він був більшим, ніж раніші та більш базальні мозазаври, такі як далласавр, витончений галізавр був би меншим за багатьох своїх сучасників, таких як тилозавр і більші види клідастів.